# Lista de meios de comunicação do Recife
Esta é relação dos meios de comunicação de Recife, Pernambuco.

## Televisão
- 02 virtual / 35 UHF digital - TV Jornal (SBT)
- 04 virtual / 20 UHF digital - TV Tribuna (Band)
- 06 virtual / 25 UHF digital - RedeTV! Recife (RedeTV!)
- 07 virtual / 24 UHF digital - IdealTV (Rede Mundial)
- 09 virtual / 39 UHF digital - TV Guararapes (RecordTV)
- 11 virtual / 40 UHF digital - TV Universitária (TV Brasil)
- 13 virtual / 36 UHF digital - TV Globo Pernambuco (TV Globo)
- 14 virtual / 15 UHF digital - Rede Estação
- 17 UHF digital - Record News
- 22 virtual / 21 UHF digital - TV Nova (TV Cultura)
- 23 UHF digital - TV Aparecida
- 26 UHF digital - RIT
- 27 virtual / 29 UHF digital - TV Novo Tempo
- 28 UHF digital / 28.1 virtual - TV Câmara Federal
- 28.2 virtual - TV Alepe (Canal Futura)
- 28.3 virtual - TV Senado
- 28.4 virtual - TV Câmara Recife
- 30 virtual / 31 UHF digital - TV Canção Nova
- 32 UHF digital - CNT
- 33 UHF digital - TV Gazeta
- 38 UHF digital - Rede Gênesis
- 43 virtual / 42 UHF digital - RBI TV (TV Plenitude)
- 47 UHF digital - TV Evangelizar - Olinda
- 49 UHF digital - RCI (TV Pai Eterno)
- 50 UHF digital - TV Vitória (RBTV) - Vitória de Santo Antão
- 51 virtual / 44 UHF digital - Rede Vida

Extintas
- TV Manchete Recife
- TV Rádio Clube de Pernambuco

## Rádio

### Rádio AM
- 580 kHz - Rádio RBC (Rádio Boas Novas)
- 720 kHz - Rádio Clube de Pernambuco
- 780 kHz - Rádio Jornal
- 820 kHz - Rádio Paulo Freire
- 890 kHz - Rádio Tamandaré - Olinda
- 1030 kHz - Rádio Olinda - Olinda
- 1120 kHz - Rádio Relógio - Paulista
- 1180 kHz - Rádio Cultural - Vitória de Santo Antão
- 1240 kHz - Rádio Capibaribe Jovem Cap
- 1300 kHz - Rádio Guarany - Camaragibe
- 1380 kHz - Rádio Continental AM Recife (Deus é Amor)

### Rádio FM
- 76.1 MHz Rádio Jornal
- 87.1 MHz Nacional FM
- 88.7 MHz - Music FM
- 90.3 MHz - Rádio Jornal
- 91.3 MHz - Rádio Novas de Paz
- 91.9 MHz - 91.9 FM (Rede Aleluia)
- 92.3 MHz - Sinai FM (Rádio Sinai FM)
- 92.7 MHz - Transamérica Recife (Rede Transamérica)
- 93.3 MHz - Rede Brasil de Comunicação FM - Recife
- 93.5 MHz - Vitória FM - Vitória de Santo Antão
- 94.3 MHz - NovaBrasil FM Recife (NovaBrasil FM)
- 95.5 MHz - Ipojuca FM - Ipojuca
- 95.9 MHz - Jovem Pan FM Recife (Jovem Pan FM)
- 96.7 MHz - Folha FM
- 97.1 MHz - 97 FM
- 97.5 MHz - Recife FM
- 98.1 MHz - Rádios comunitárias - Olinda
- 98.5 MHz - Rádios comunitárias
- 99.1 MHz - Clube FM
- 99.9 MHz - Universitária FM
- 100.7 MHz - Evangélica FM
- 101.1 MHz - Cabo FM - Cabo de Santo Agostinho
- 101.5 MHz - Frei Caneca FM
- 101.7 MHz - Rádio Novas de Paz - São Lourenço da Mata
- 102.1 MHz - Mais Vida FM
- 103.1 MHz - Hits FM - Jaboatão dos Guararapes
- 103.9 MHz - Maranata FM - Jaboatão dos Guararapes
- 104.5 MHz - Dimensão FM - Jaboatão dos Guararapes
- 105.7 MHz - CBN Recife (CBN)
- 106.9 MHz - Nossa Rádio
- 107.1 MHz - Atual FM - Vitória de Santo Antão
- 107.9 MHz - Tribuna FM

Extintas
- JC News FM

## Jornais
- Aqui PE
- Diario de Pernambuco
- Folha de Pernambuco
- Jornal do Commercio